# Apollo di Belvedere

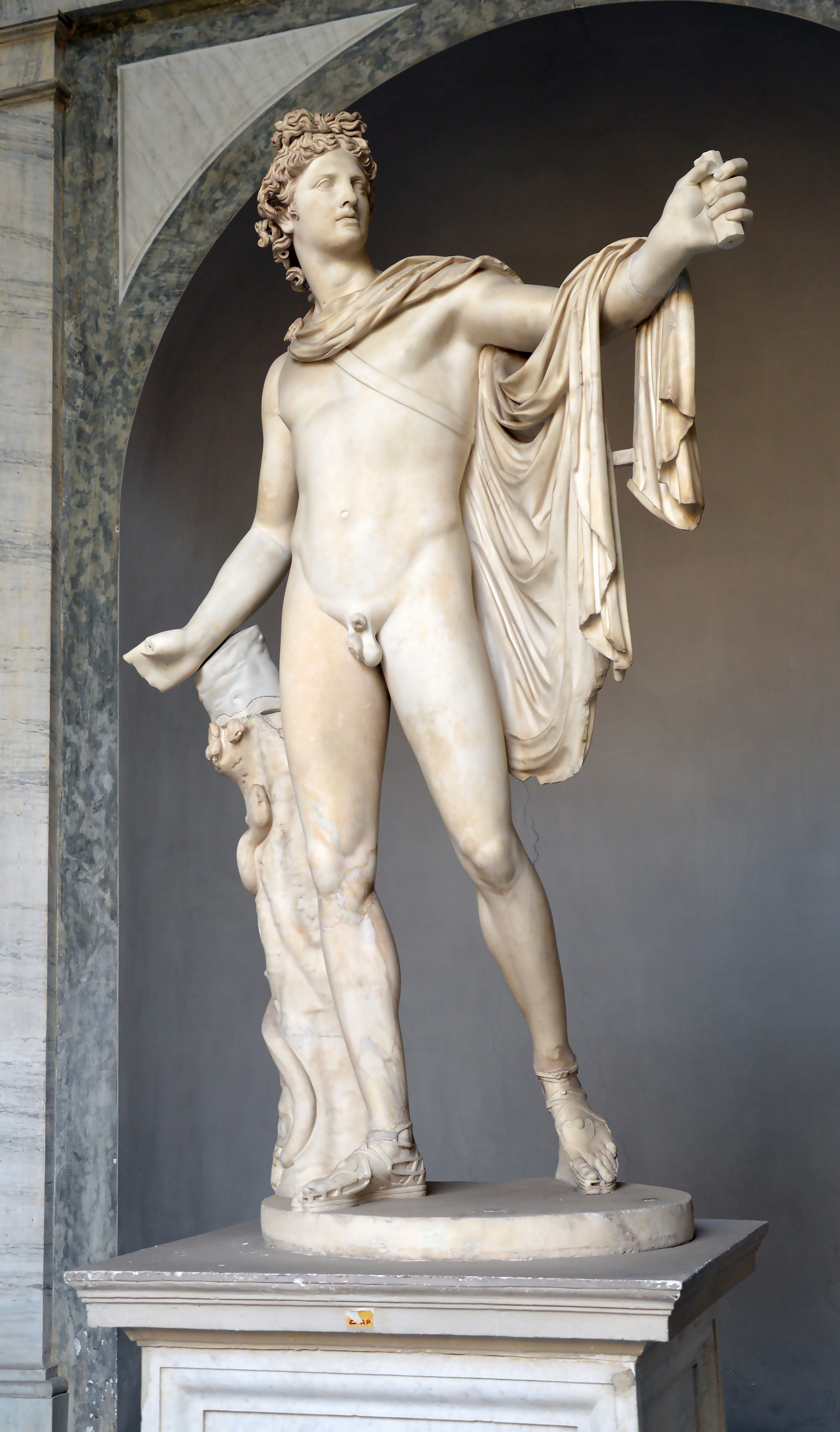
Apollo di Belvedere
marmor, 223,5 cm hög. Vatikanmuseerna

Apollo di Belvedere är en romersk marmorskulptur. Den ansågs länge vara en kopia av ett förlorat grekiskt original av Leochaes från cirka 330 före Kristus. Numera anses den vara ett romerskt original i grekisk stil som dateras till ungefär kejsar Hadrianus tid, på 130-talet efter Kristus.
Statyn upptäcktes av allt allt att döma 1489 i Anzio (det dåtida området Nettuno), eller möjligen i Grottaferrata. Den avritade under 1490-talet i en skissbok av en elev till Domenico Ghirlandaio. Kardinalen della Rovere, som höll sig  borta från Rom under ett tiotal år under påven Alexander VI:s påvetid 1494–1503, hade då Apollostatyn i sin trädgård. Sedan 1511 har statyn funnits i Vatikanpalatset. Det har sitt namn efter Belvederepalatset i Vatikanen, där den stått i en av de omgivande byggnaderna sedan 1500-talets början. Den visas fortfarande i Vatikanmuseerna.

## Beskrivning
Statyn föreställer solen och ljusets gud Apollon som bågskytt med pilkoger på ryggen och resterna av en pilbåge i vänsterhanden. Han är klädd i en kort mantel (klamys), som hålls samman av ett spänne på högra axeln och som faller ned på ryggen. På fötterna har han sandaler av typiskt romerskt snitt ("pseudo-krepides"). Han vilar på höger ben och håller höger underarm mot en stubbe av en lagerbärsbuske, på vilken en orm ringlar.

## Apollo di Belvedere i Sverige
En gipsavgjutning av Apollo di Belvedere beställdes av Nicodemus Tessin den yngre för kung Karl XII:s räkning och kom till Sverige 1698. Den fanns från 1780 i Konstakademiens konstskola som studieobjekt och finns idag utställd i Konstakademiens byggnad.
Gustav III beställde under sin vistelse i Italien 1783–1984 en kopia i marmor, som placerades på planen framför Drottningholms slottsteater. Idag står på platsen sedan 1866 en avgjutning i betong av marmorstatyn, placerad på en sockel av gråaktig carraramarmor. Denna blev i sin tur inspirationskälla för Johan Tobias Sergels staty av Gustav III på Skeppsbron i Stockholm.
En kopia av den romerska skulpturen finns också i det övre galleriet i Universitetshuset i Uppsala.